# Horst Dröse
Horst Dröse (n. 23 noiembrie 1949, Frankfurt am Main, RFG) este un jucător de hochei pe iarbă ce a reprezentat Germania, medaliat olimpic. A participat la 2 ediții ale Jocurilor Olimpice (1972, 1976) în care a câștigat o medalie de aur.